# Nick Heidfeld

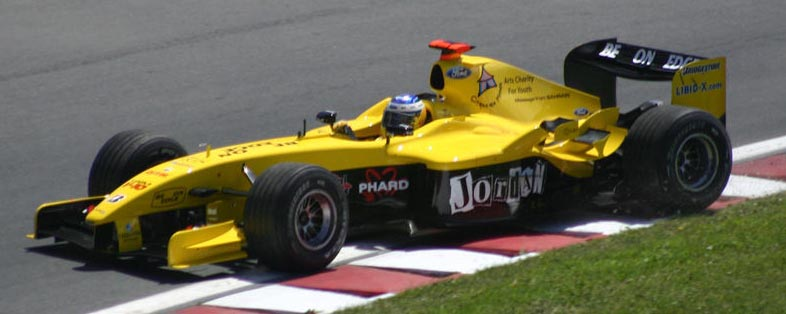
Heidfeld podczas Grand Prix Kanady 2004.

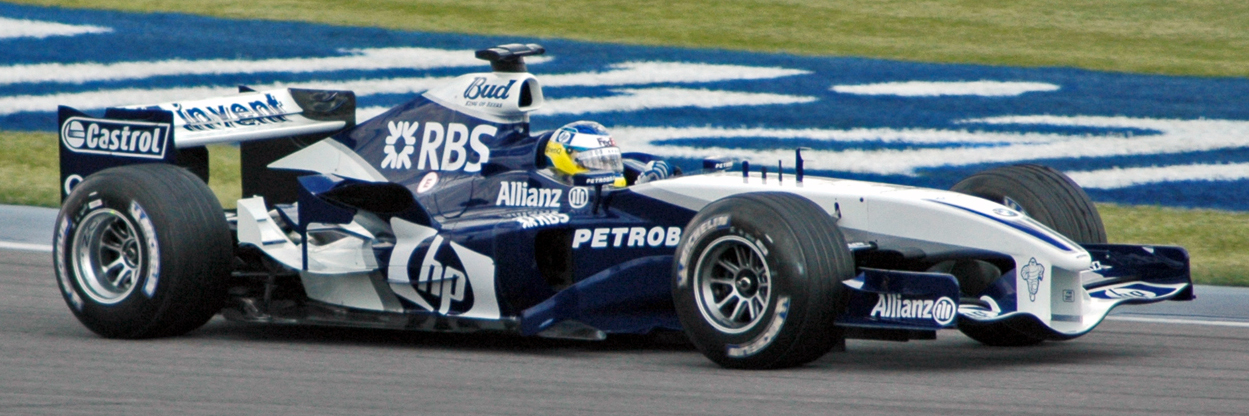
Heidfeld w barwach zespołu Williams podczas treningu przed Grand Prix Stanów Zjednoczonych 2005.

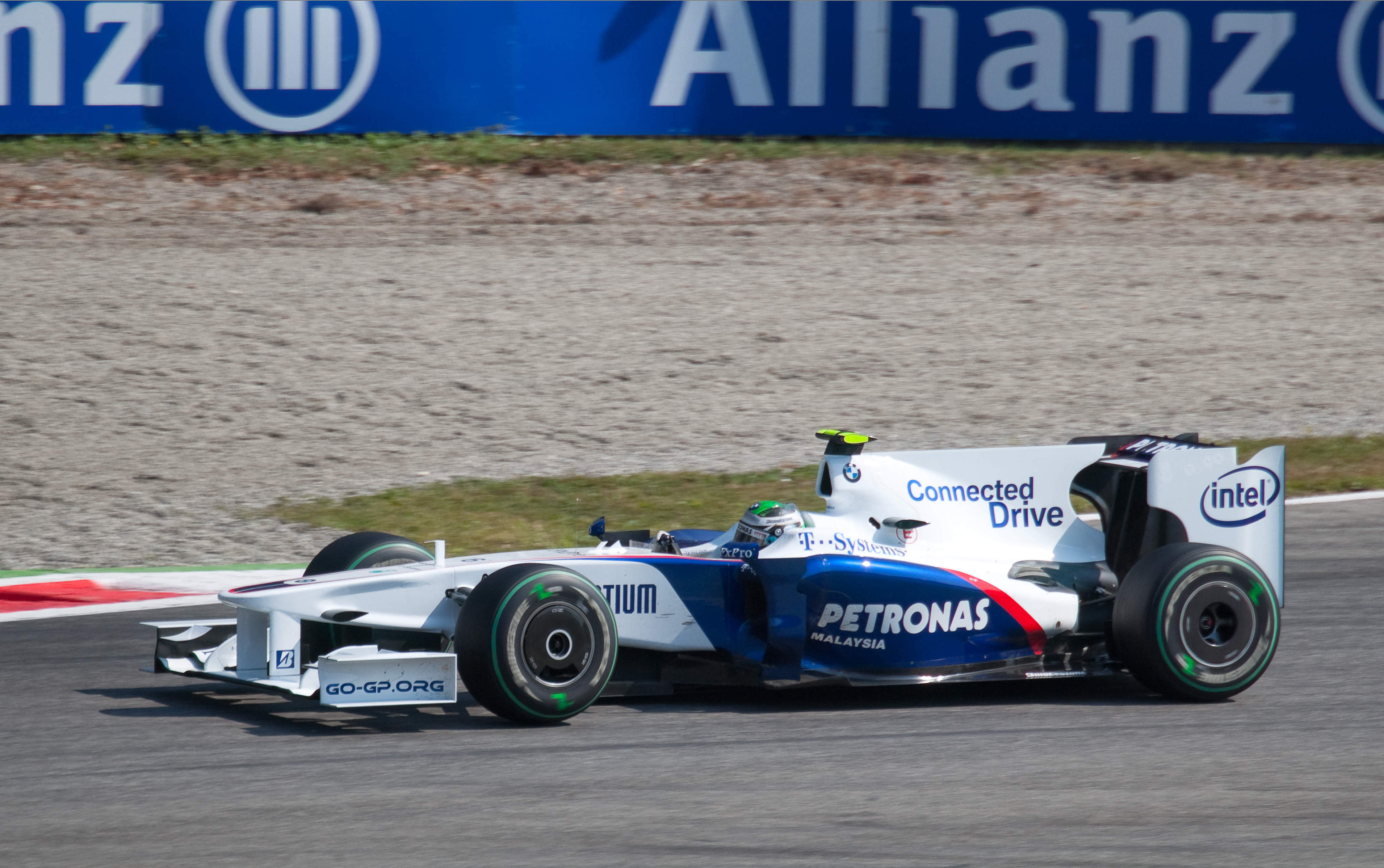
Nick Heidfeld podczas Grand Prix Włoch 2009.

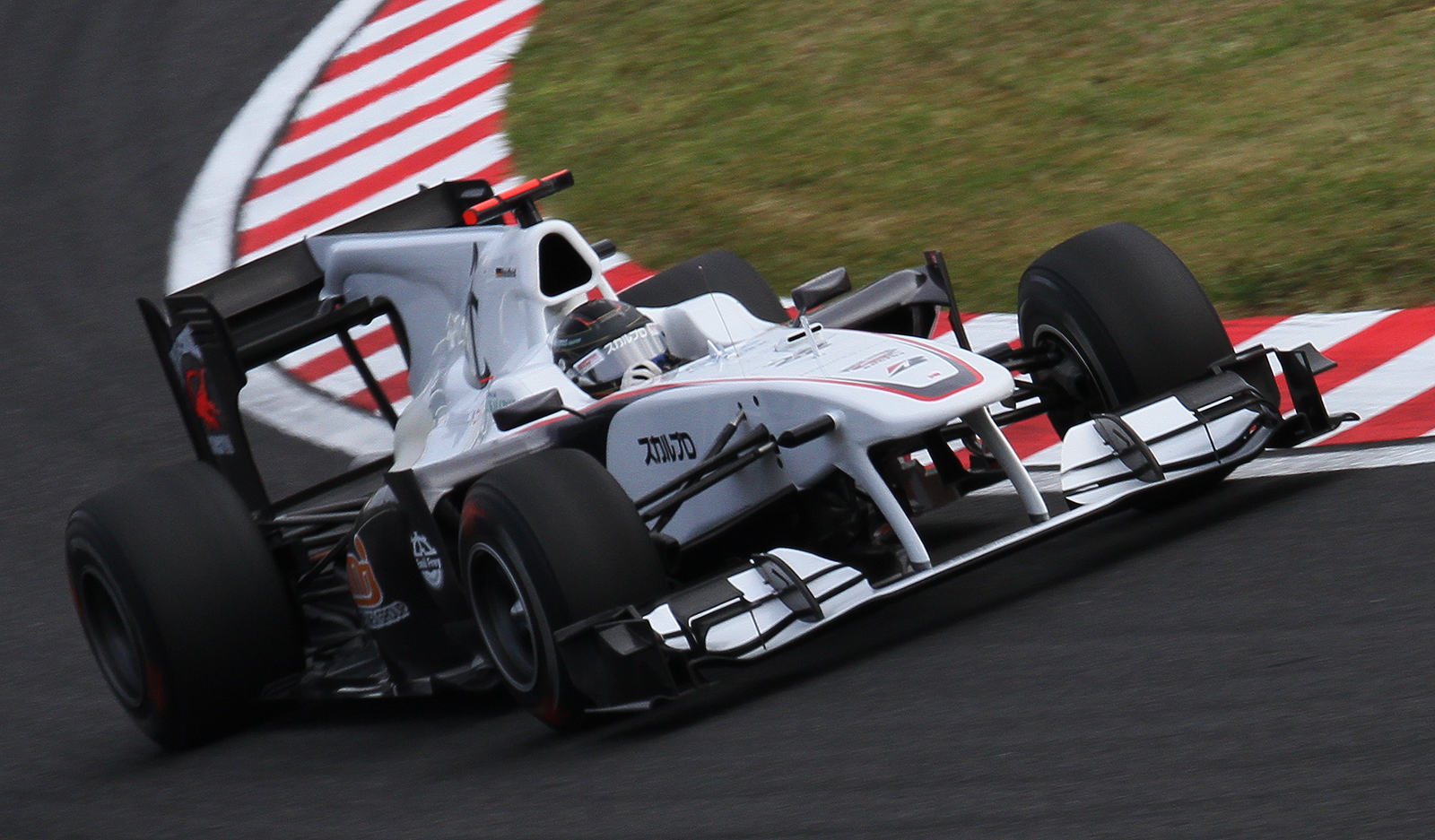
Nick Heidfeld podczas drugiego treningu do Grand Prix Japonii 2010

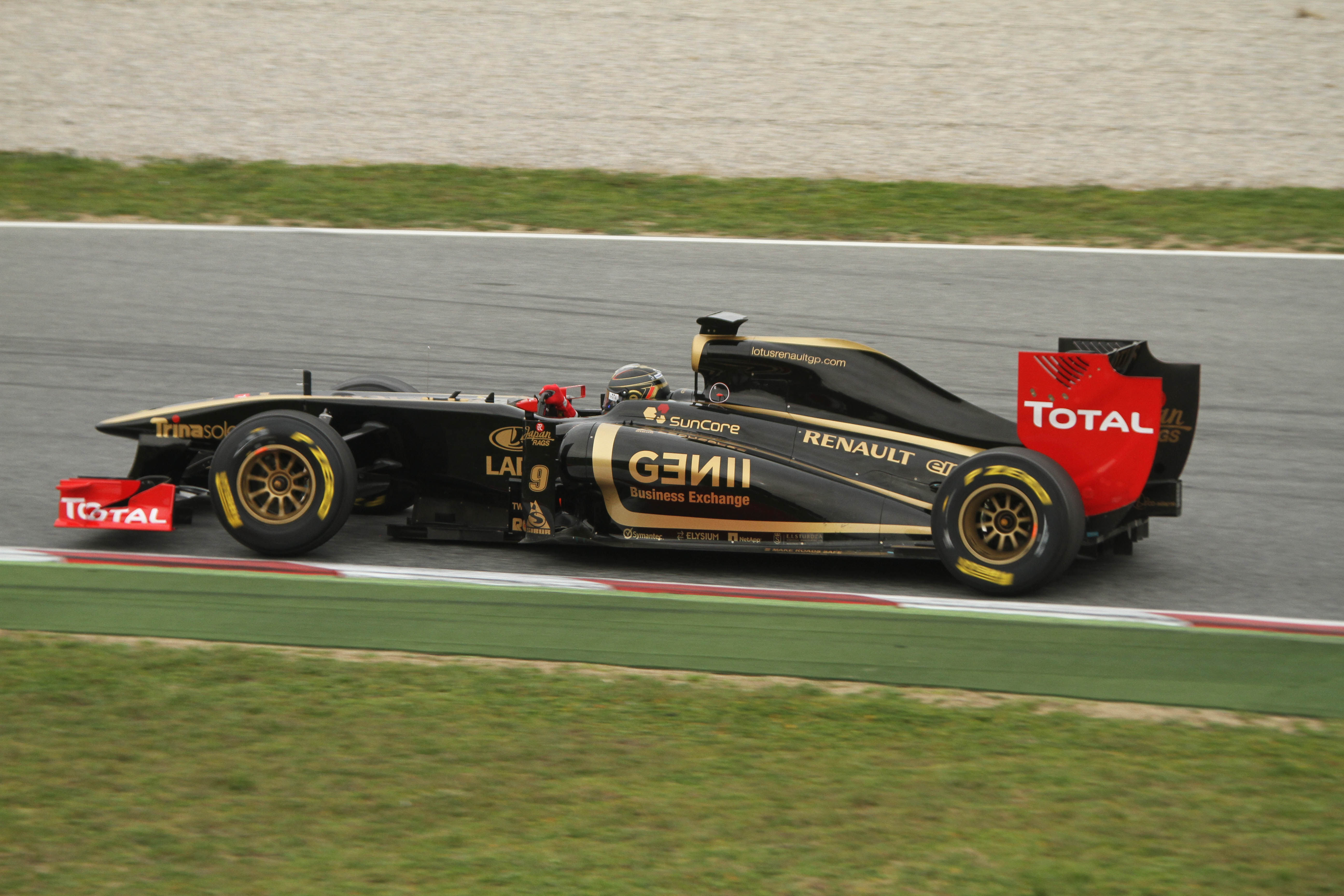
Nick Heidfeld prowadzący Renault R31 podczas przedsezonowych testów

Nick Lars Heidfeld (ur. 10 maja 1977 w Mönchengladbach) – niemiecki kierowca wyścigowy. Jest związany z Patricią Papen, z którą ma córkę Juni i dwóch synów - Jodę i Justusa. Zamieszkały w Stafie. W sezonie 2011 zastępował kontuzjowanego Roberta Kubicę przez pierwszych 11 wyścigów.

## Życiorys

### Początki kariery
Heidfeld zaczął się ścigać w 1988 r. W roku 1994 rozpoczął starty w Niemieckiej Formule Ford, zwracając na siebie uwagę 8 zwycięstwami w 9 wyścigach i zdobyciem tytułu. W roku 1995 wygrał Niemiecką Formułę Ford 1800 i zajął drugie miejsce w Zetec Cup. W 1996 r. startował w Niemieckiej Formule 3, zajmując piąte miejsce po wygraniu trzech wyścigów. W następnym roku zdobył w tej serii tytuł i wygrał prestiżową eliminację w Monako. W roku 1998 wygrał trzy wyścigi i był drugi w klasyfikacji końcowej w Międzynarodowej Formule 3000. Jeździł w barwach stajni West Junior Team i w tym samym czasie pełnił funkcję kierowcy testowego stajni McLaren w Formule 1. W 1999 r. wygrał w Międzynarodowej Formule 3000.

### Formuła 1

#### 2000: Prost
Po imponującym sezonie w Formule 3000 Heidfeld podpisał kontrakt ze stajnią Prost Grand Prix na sezon 2000, zostając partnerem Jeana Alesiego. Przez większość sezonu nie kończył wyścigów i nie zdobył żadnego punktu, co spowodowało odejście z zespołu po sezonie.

#### 2001–2003: Sauber
W 2001 r. podpisał trzyletni kontrakt z zespołem Sauber, będąc partnerem debiutującego Kimiego Räikkönena. Gdy Mika Häkkinen oświadczył, że wycofuje się z Formuły 1 po sezonie 2001, wiele osób myślało, że to właśnie Heidfeld zastąpi dwukrotnego mistrza świata w stajni McLaren. Pomimo tego, że spisywał się lepiej od swego partnera z zespołu, stanął na podium podczas Grand Prix Brazylii, to właśnie Räikkönen dostał miejsce w bolidzie stajni z Woking na sezon 2002. Heidfeld jeździł w Sauberze jeszcze w sezonie 2002 i 2003. Po zakończeniu sezonu wydawało się, że Heidfeld nie znajdzie miejsca w żadnym zespole w sezonie 2004.

#### 2004: Jordan Grand Prix
Po pomyślnym przejściu wielu testów zespół Jordan oświadczył, że Heidfeld będzie kierowcą stajni w sezonie 2004. Został partnerem debiutanta, Giorgio Pantano. Spisywał się dobrze w słabym bolidzie, nie podpisał jednak kontraktu z żadnym zespołem na starty w sezonie 2005.

#### 2005: Williams
W trakcie zimy, Nick testował ze stajnią Williams, konkurując o posadę w zespole z Antônio Pizzonią. 31 stycznia 2005, podczas prezentacji nowego bolidu oświadczono, że to Heidfeld zostanie drugim kierowcą zespołu u boku Marka Webbera. W trakcie sezonu Nick wywalczył pole position i trzykrotnie stawał na podium, a w klasyfikacji generalnej zajął 9. miejsce.

#### 2006–2009: BMW Sauber
W sezonie 2006 Nick powrócił do zespołu Sauber, ale wykupionego przez BMW i przemianowanego na BMW Sauber. Jego partnerem został Jacques Villeneuve, którego od Grand Prix Węgier 2006 zastąpił Robert Kubica. W sezonie 2007 został w BMW Sauber i zajął 5. miejsce w końcowej klasyfikacji sezonu z dorobkiem 61 punktów, stając dwukrotnie na podium. W tym sezonie był wyraźnie z przodu przed Robertem Kubicą, który zajął 6 miejsce. W kolejnym był już wyraźnie słabszy od Polaka, który pokonał go w klasyfikacji generalnej. Ogólnie był to dla niego ciężki sezon. Głównym problemem Niemca były kłopoty z rozgrzewaniem opon, co było powodem słabych pozycji w kwalifikacjach. Kilkakrotnie nie awansował do finałowej części. Mimo to stanął aż czterokrotnie na drugim stopniu podium, jednak w dość sprzyjających okolicznościach. Ostatecznie sezon ukończył na 6 miejscu w końcowej klasyfikacji z dorobkiem 60 "oczek" niespodziewanie przegrywając o jeden punkt z Fernando Alonso, który w ostatnim wyścigu sezonu zajął 2 lokatę. W sezonie 2009 po wielu spekulacjach ponownie reprezentuje barwy zespołu BMW Sauber. Szef zespołu Mario Theissen kierował się dobrymi wynikami Niemca w końcówce sezonu.
29 lipca 2009 szefostwo BMW Sauber ogłosiło decyzję o wycofaniu się z Formuły 1 wraz z końcem sezonu 2009.

#### 2010: Mercedes, Sauber i Pirelli
4 lutego 2010 roku szefostwo Mercedes GP oznajmiło, że kierowca podpisał kontrakt z zespołem, na mocy którego będzie kierowcą testowym niemieckiego zespołu.
17 sierpnia 2010 roku zespół Mercedes GP ogłosił rozwiązanie umowy z niemieckim kierowcą. Tego samego dnia Nick Heidfeld rozpoczął testy opon z Pirelli w specyfikacji na 2011 rok. Niemiec prowadził ubiegłoroczną Toyotę TF109.
14 września 2010 roku podpisał kontrakt ze szwajcarskim zespołem BMW Sauber. Od Grand Prix Singapuru zastąpił Hiszpana Pedro de la Rosę.

#### 2011: Renault
Po wypadku Roberta Kubicy podczas rajdu Ronde di Andora, szefostwo zespołu Lotus Renault GP zaczęło rozglądać się za zastępcą kontuzjowanego Polaka. 9 lutego ogłoszono, że zespół zaprosił Niemca na przedsezonowe testy do Jerez de la Frontera, które odbywały się w dniach 10-13 lutego. W sobotę, kiedy to Niemiec zadebiutował za kierownicą Renault R31, udało mu się ustanowić najszybszy czas okrążenia. Cztery dni później, w środę wieczorem oficjalnie potwierdzono zakontraktowanie byłego kierowcy Saubera jako zastępcy Roberta Kubicy w sezonie 2011.
Sezon 2011 rozpoczął się Grand Prix Australii, gdzie w kwalifikacjach Heidfield zajął 18. miejsce. Wyścig ukończył na dwunastej pozycji.
Podczas kwalifikacji do Grand Prix Malezji zajął 6. miejsce. Po dobrym starcie w wyścigu przesunął się na drugą pozycję. Wyścig ukończył na 3. miejscu, tym samym zdobywając pierwsze od dwóch lat podium w Formule 1 (poprzednie zdobył w tym samym miejscu, było to drugie miejsce w GP Malezji 2009).
24 sierpnia 2011, zespół Lotus Renault GP poinformował, iż Nick Heidfeld zostanie zastąpiony przez Bruno Sennę. W wyniku tego Niemiec pozwał zespół za niewypełnienie warunków kontraktu. Ostatecznie sprawa zakończyła się rozwiązaniem kontraktu za porozumieniem stron.

#### Po Formule 1
Po 2011 roku Heidfeld poświęcił się głównie startom w wyścigach długodystansowych. Startował w VLN Endurance, 24-godzinnym wyścigu Le Mans, 24h Nürburgring, FIA World Endurance Championship (mistrz w klasie LMP1 w 2014 roku), American Le Mans Series. Poza tym Niemiec zaliczył gościnne starty w V8 Supercars i Porsche Supercup.
W sezonie 2014/2015 Niemiec podpisał kontrakt z monakijską ekipą Venturi na starty w Formule E. W ciągu jedenastu wyścigów, w których wystartował, raz stanął na podium (ePrix Moskwy 2015). Z dorobkiem 31 punktów został sklasyfikowany na dwunastej pozycji w końcowej klasyfikacji kierowców.

## Wyniki

### Formuła 1
| Rok  | Zespół                   | Samochód         | Silnik                   | Wyniki w poszczególnych eliminacjach | Wyniki w poszczególnych eliminacjach | Wyniki w poszczególnych eliminacjach | Wyniki w poszczególnych eliminacjach | Wyniki w poszczególnych eliminacjach | Wyniki w poszczególnych eliminacjach | Wyniki w poszczególnych eliminacjach | Wyniki w poszczególnych eliminacjach | Wyniki w poszczególnych eliminacjach | Wyniki w poszczególnych eliminacjach | Wyniki w poszczególnych eliminacjach | Wyniki w poszczególnych eliminacjach | Wyniki w poszczególnych eliminacjach | Wyniki w poszczególnych eliminacjach | Wyniki w poszczególnych eliminacjach | Wyniki w poszczególnych eliminacjach | Wyniki w poszczególnych eliminacjach | Wyniki w poszczególnych eliminacjach | Wyniki w poszczególnych eliminacjach | Pkt. | Msc. |
| ---- | ------------------------ | ---------------- | ------------------------ | ------------------------------------ | ------------------------------------ | ------------------------------------ | ------------------------------------ | ------------------------------------ | ------------------------------------ | ------------------------------------ | ------------------------------------ | ------------------------------------ | ------------------------------------ | ------------------------------------ | ------------------------------------ | ------------------------------------ | ------------------------------------ | ------------------------------------ | ------------------------------------ | ------------------------------------ | ------------------------------------ | ------------------------------------ | ---- | ---- |
| 2000 |                          |                  |                          | Australia                            | Brazylia                             | San Marino                           | Wielka Brytania                      | Hiszpania                            | Unia Europejska                      | Monako                               | Kanada                               | Francja                              | Austria                              | Niemcy                               | Węgry                                | Belgia                               | Włochy                               | Stany Zjednoczone                    | Japonia                              | Malezja                              |                                      |                                      | 0    | 20   |
| 2000 | Gauloises Prost Peugeot  | Prost AP03       | Peugeot A20 3.0 V10      | 9                                    | NU                                   | NU                                   | NU                                   | 16                                   | WYK                                  | 8                                    | NU                                   | 12                                   | NU                                   | 12†                                  | NU                                   | NU                                   | NU                                   | 9                                    | NU                                   | NU                                   |                                      |                                      | 0    | 20   |
| 2001 |                          |                  |                          | Australia                            | Malezja                              | Brazylia                             | San Marino                           | Hiszpania                            | Austria                              | Monako                               | Kanada                               | Unia Europejska                      | Francja                              | Wielka Brytania                      | Niemcy                               | Węgry                                | Belgia                               | Włochy                               | Stany Zjednoczone                    | Japonia                              |                                      |                                      | 12   | 8    |
| 2001 | Red Bull Sauber Petronas | Sauber C20       | Petronas 01A 3.0 V10     | 4                                    | NU                                   | 3                                    | 7                                    | 6                                    | 9                                    | NU                                   | NU                                   | NU                                   | 6                                    | 6                                    | NU                                   | 6                                    | NU                                   | 11                                   | 6                                    | 9                                    |                                      |                                      | 12   | 8    |
| 2002 |                          |                  |                          | Australia                            | Malezja                              | Brazylia                             | San Marino                           | Hiszpania                            | Austria                              | Monako                               | Kanada                               | Unia Europejska                      | Wielka Brytania                      | Francja                              | Niemcy                               | Węgry                                | Belgia                               | Włochy                               | Stany Zjednoczone                    | Japonia                              |                                      |                                      | 7    | 10   |
| 2002 | Sauber Petronas          | Sauber C21       | Petronas 02A 3.0 V10     | NU                                   | 5                                    | NU                                   | 10                                   | 4                                    | NU                                   | 8                                    | 12                                   | 7                                    | 6                                    | 7                                    | 6                                    | 9                                    | 10                                   | 10                                   | 9                                    | 7                                    |                                      |                                      | 7    | 10   |
| 2003 |                          |                  |                          | Australia                            | Malezja                              | Brazylia                             | San Marino                           | Hiszpania                            | Austria                              | Monako                               | Kanada                               | Unia Europejska                      | Francja                              | Wielka Brytania                      | Niemcy                               | Węgry                                | Włochy                               | Stany Zjednoczone                    | Japonia                              |                                      |                                      |                                      | 6    | 14   |
| 2003 | Sauber Petronas          | Sauber C22       | Petronas 03A 3.0 V10     | NU                                   | 8                                    | NU                                   | 10                                   | 10                                   | NU                                   | 11                                   | NU                                   | 8                                    | 13                                   | 17                                   | 10                                   | 9                                    | 9                                    | 5                                    | 9                                    |                                      |                                      |                                      | 6    | 14   |
| 2004 |                          |                  |                          | Australia                            | Malezja                              | Bahrajn                              | San Marino                           | Hiszpania                            | Monako                               | Unia Europejska                      | Kanada                               | Stany Zjednoczone                    | Francja                              | Wielka Brytania                      | Niemcy                               | Węgry                                | Belgia                               | Włochy                               |                                      | Japonia                              | Brazylia                             |                                      | 3    | 18   |
| 2004 | Jordan Ford              | Jordan EJ14      | Ford RS2 3.0 V10         | NU                                   | NU                                   | 15                                   | NU                                   | NU                                   | 7                                    | 10                                   | 8                                    | NU                                   | 16                                   | 15                                   | NU                                   | 12                                   | 11                                   | 14                                   | 13                                   | 13                                   | NU                                   |                                      | 3    | 18   |
| 2005 |                          |                  |                          | Australia                            | Malezja                              | Bahrajn                              | San Marino                           | Hiszpania                            | Monako                               | Unia Europejska                      | Kanada                               | Stany Zjednoczone                    | Francja                              | Wielka Brytania                      | Niemcy                               | Węgry                                | Turcja                               | Włochy                               | Belgia                               | Brazylia                             | Japonia                              |                                      | 28   | 11   |
| 2005 | BMW WilliamsF1 Team      | Williams FW27    | BMW P84/5 3.0 V10        | NU                                   | 3                                    | NU                                   | 6                                    | 10                                   | 2                                    | 2                                    | NU                                   | NU                                   | 14                                   | 12                                   | 11                                   | 6                                    | NU                                   | NW                                   |                                      |                                      |                                      |                                      | 28   | 11   |
| 2006 |                          |                  |                          | Bahrajn                              | Malezja                              | Australia                            | San Marino                           | Unia Europejska                      | Hiszpania                            | Monako                               | Wielka Brytania                      | Kanada                               | Stany Zjednoczone                    | Francja                              | Niemcy                               | Węgry                                | Turcja                               | Włochy                               |                                      | Japonia                              | Brazylia                             |                                      | 23   | 9    |
| 2006 | BMW Sauber F1 Team       | BMW Sauber F1.06 | BMW P86 2.4 V8           | 12                                   | NU                                   | 4                                    | 13                                   | 10                                   | 8                                    | 7                                    | 7                                    | 7                                    | NU                                   | 8                                    | NU                                   | 3                                    | 14                                   | 8                                    | 7                                    | 8                                    | 17†                                  |                                      | 23   | 9    |
| 2007 |                          |                  |                          | Australia                            | Malezja                              | Bahrajn                              | Hiszpania                            | Monako                               | Kanada                               | Stany Zjednoczone                    | Francja                              | Wielka Brytania                      | Unia Europejska                      | Węgry                                | Turcja                               | Włochy                               | Belgia                               | Japonia                              |                                      | Brazylia                             |                                      |                                      | 61   | 5    |
| 2007 | BMW Sauber F1 Team       | BMW Sauber F1.07 | BMW P86/7 2.4 V8         | 4                                    | 4                                    | 4                                    | NU                                   | 6                                    | 2                                    | NU                                   | 5                                    | 6                                    | 6                                    | 3                                    | 4                                    | 4                                    | 5                                    | 14†                                  | 7                                    | 6                                    |                                      |                                      | 61   | 5    |
| 2008 |                          |                  |                          | Australia                            | Malezja                              | Bahrajn                              | Hiszpania                            | Turcja                               | Monako                               | Kanada                               | Francja                              | Wielka Brytania                      | Niemcy                               | Węgry                                | Unia Europejska                      | Belgia                               | Włochy                               | Singapur                             | Japonia                              |                                      | Brazylia                             |                                      | 60   | 6    |
| 2008 | BMW Sauber F1 Team       | BMW Sauber F1.08 | BMW P86/8 2.4 V8         | 2                                    | 6                                    | 4                                    | 9                                    | 5                                    | 14                                   | 2                                    | 13                                   | 2                                    | 4                                    | 10                                   | 9                                    | 2                                    | 5                                    | 6                                    | 9                                    | 5                                    | 10                                   |                                      | 60   | 6    |
| 2009 |                          |                  |                          | Australia                            | Malezja                              |                                      | Bahrajn                              | Hiszpania                            | Monako                               | Turcja                               | Wielka Brytania                      | Niemcy                               | Węgry                                | Unia Europejska                      | Belgia                               | Włochy                               | Singapur                             | Japonia                              | Brazylia                             |                                      |                                      |                                      | 19   | 13   |
| 2009 | BMW Sauber F1 Team       | BMW Sauber F1.09 | BMW P86/9 2.4 V8         | 10                                   | 2                                    | 12                                   | 19                                   | 7                                    | 11                                   | 11                                   | 15                                   | 10                                   | 11                                   | 11                                   | 5                                    | 7                                    | NU                                   | 6                                    | NU                                   | 5                                    |                                      |                                      | 19   | 13   |
| 2010 |                          |                  |                          | Bahrajn                              | Australia                            | Malezja                              |                                      | Hiszpania                            | Monako                               | Turcja                               | Kanada                               | Unia Europejska                      | Wielka Brytania                      | Niemcy                               | Węgry                                | Belgia                               | Włochy                               | Singapur                             | Japonia                              | Korea Południowa                     | Brazylia                             |                                      | 6    | 18   |
| 2010 | BMW Sauber F1 Team       | BMW Sauber C29   | Ferrari 056 2.4 V8       |                                      |                                      |                                      |                                      |                                      |                                      |                                      |                                      |                                      |                                      |                                      |                                      |                                      |                                      | NU                                   | 8                                    | 9                                    | 17                                   | 11                                   | 6    | 18   |
| 2011 |                          |                  |                          | Australia                            | Malezja                              |                                      | Turcja                               | Hiszpania                            | Monako                               | Kanada                               | Unia Europejska                      | Wielka Brytania                      | Niemcy                               | Węgry                                | Belgia                               | Włochy                               | Singapur                             | Japonia                              | Korea Południowa                     | Indie                                |                                      | Brazylia                             | 34   | 11   |
| 2011 | Lotus Renault GP         | Renault R31      | Renault RS27-2011 2.4 V8 | 12                                   | 3                                    | 12                                   | 7                                    | 8                                    | 8                                    | NU                                   | 10                                   | 8                                    | NU                                   | NU                                   |                                      |                                      |                                      |                                      |                                      |                                      |                                      |                                      | 34   | 11   |